# Tholiner
Tholiner är komplexa organiska molekyler som bildas när ultraviolett strålning träffar enkla organiska molekyler såsom metan. De blir partiklar som faller ner till marken. Materian har en mjuk och kletig konsistens.  Tholiner finns inte naturligt på jorden eftersom syret i atmosfären förhindrar bildning, men går att skapa i laboratorium genom att utsätta blandningar av metan, ammoniak och vattenånga för blixturladdningar. Tholiner förekommer däremot hos kalla asteroider, meteorer och himlakroppar längre ut i solsystemet; en av dem är Pluto. En tholin har rödbrun färg och anses förklara varför vissa himlakroppar är rödaktiga på delar av ytan och varför Titans molntäcke är röd-orangefärgad. Tholiner identifierades för första gången när Carl Sagan och hans kolleger utförde en variant av Miller-Urey-experimentet.
Man tror att tholiner förekom på jorden för ungefär 2,3 miljarder år sedan, innan syre bildades i atmosfären. Man tror också att tholiner hade en viktig roll för livets uppkomst på jorden, eftersom de absorberar UV-strålning och kan ha skyddat ömtåliga levande organismer.